# Ватченко, Агриппина Федосеевна
Аграфена Федосе́евна Ва́тченко (1923—2004) — советский и украинский историк и музейный работник.

## Биография
Родилась 6 июля 1923 года в Екатеринославе (ныне Днепр). В 1948 году окончила исторический факультет Днепропетровского университета; с того же года — научный сотрудник Днепропетровского исторического музея, с 1963 года — его директор.
В 1970 годах поддержала вместе с коллективом Днепропетровского исторического музея идею учителей-словесников Владимира Емельяновича Сандрикова и Евгения Яновича Биржака о создании музея «Литературное Приднепровье».
Отстояла найденный школьниками летом 1973 года Керносовский идол — его уже хотели хранить в Эрмитаже.
Является автором книг и статей по истории Днепропетровска и Днепропетровской области.
За время её директорства с 33 тысяч музейных предметов, которые были в фондах в 1948 году, коллекция выросла до почти 200 тысяч единиц хранения.
Умерла 9 ноября 2004 года в Днепропетровске (ныне Днепр, Украина).

## Награды и премии
- Заслуженный работник культуры УССР (1980)
- Государственная премия УССР имени Т. Г. Шевченко (1979) — за комплекс Днепропетровского исторического музея имени Д. И. Яворницкого